# Convitto Falcone
Convitto Falcone è un cortometraggio del 2012 diretto da Pasquale Scimeca.

## Trama
Nel 1999 l'undicenne Antonio arriva da un paese delle Madonie a Palermo per frequentare la prima media al convitto nazionale "Giovanni Falcone". Inizia così la sua avventura che lo porterà 13 anni dopo a tornare da giornalista al convitto.

## Produzione
Il film è una dedica di Pasquale Scimeca a Giovanni Falcone. Il film è interamente girato al Convitto Nazionale Giovanni Falcone di piazza Sett'Angeli a Palermo, dove il magistrato frequentò le scuole elementari nell'allora convitto nazionale Vittorio Emanuele.
È stato trasmesso in televisione da Rai Uno per la prima volta il 23 maggio 2015, in occasione della giornata della legalità.